# حقل زاكوم الجنوبي النفطي
24°51′11″N 53°39′43″E / 24.8530°N 53.6620°E

## حقل زاكوم الجنوبي
حقل زاكوم الجنوبي هو الإمتداد السفلية لحقل زاكوم النفطي ٨٤ كم شمال غرب جزر أبو ظبي. ويُعرف امتداد الخزان العلوي بحقل زاكوم العلوي .
حقل زاكوم الجنوبي النفطي هو أحد أكبر الحقول النفطية البحرية في العالم، ويقع قبالة سواحل إمارة أبوظبي في دولة الإمارات العربية المتحدة. يُعد هذا الحقل جزءاً من مشروع تطوير شامل لزيادة إنتاج النفط لدولة الإمارات. يُقدَّر أن حقل زاكوم الجنوبي يحتوي على احتياطات كبيرة من النفط الخام، مما يجعله مركزًا استراتيجيًا في صناعة النفط الإماراتية والعالمية.
تم اكتشافه في عام ١٩٦٣ وتم تطويره من قبل شركة بترول أبوظبي الوطنية. حقل النفط مملوك لشركة بترول أبوظبي الوطنية، وتديره شركة أدنوك البحرية.

## النسب
تتوزع نسبة الـ ٤٠٪ من المصالح الأجنبية بين شركة إينبكس اليابانية (الشريك الرئيسي - ١٠٪)، والشركة الصينية CNPC (١٠٪)، وشركة ONGC Videsh الهندية (١٠٪)، وشركة ENI الإيطالية (٥٪)، وشركة توتال الفرنسية (٥٪).

## الإنتاج
تبلغ إجمالي الاحتياطات المؤكدة في حقل زاكوم الجنوبي حوالي ١٧.٢ مليار برميل (٢٤٢٠×10^6 طن)، ويتركز الإنتاج على ٤٢٥,٠٠٠ برميل يوميًا (٦٧,٦٠٠ م³/يوم).

## معلومات حول حقل زاكوم الجنوبي:
1. الموقع: يقع الحقل على بعد حوالي 80 كيلومتراً شمال غرب ساحل أبوظبي في الخليج العربي.
2. الإنتاج: يعمل حقل زاكوم الجنوبي بطاقة إنتاجية كبيرة، حيث يسهم بشكلٍ كبير في إنتاج الإمارات اليومي من النفط. وقد تم توسيع قدرات الحقل عبر السنين لزيادة الإنتاج.
3. الملكية والإدارة: تدير الحقل شركة أبوظبي الوطنية للبترول (أدنوك)، بالتعاون مع شركاء دوليين. أدنوك تمتلك حصة الأغلبية في المشروع، مع مساهمات من شركات نفط عالمية.
4. البنية التحتية والتطوير: تم تجهيز الحقل بمرافق متطورة لمعالجة النفط والغاز، بما في ذلك منصات بحرية ومحطات لضخ النفط. وقد شهد الحقل عدة مراحل من التحديث لضمان استمرارية الإنتاج بطريقة فعّالة ومستدامة.
5. التكنولوجيا والاستدامة: تعتمد عمليات الإنتاج في زاكوم الجنوبي على تقنيات متقدمة، كما يتم التركيز على الالتزام بالمعايير البيئية لضمان استدامة الموارد وحماية البيئة البحرية المحيطة.